# George Preca

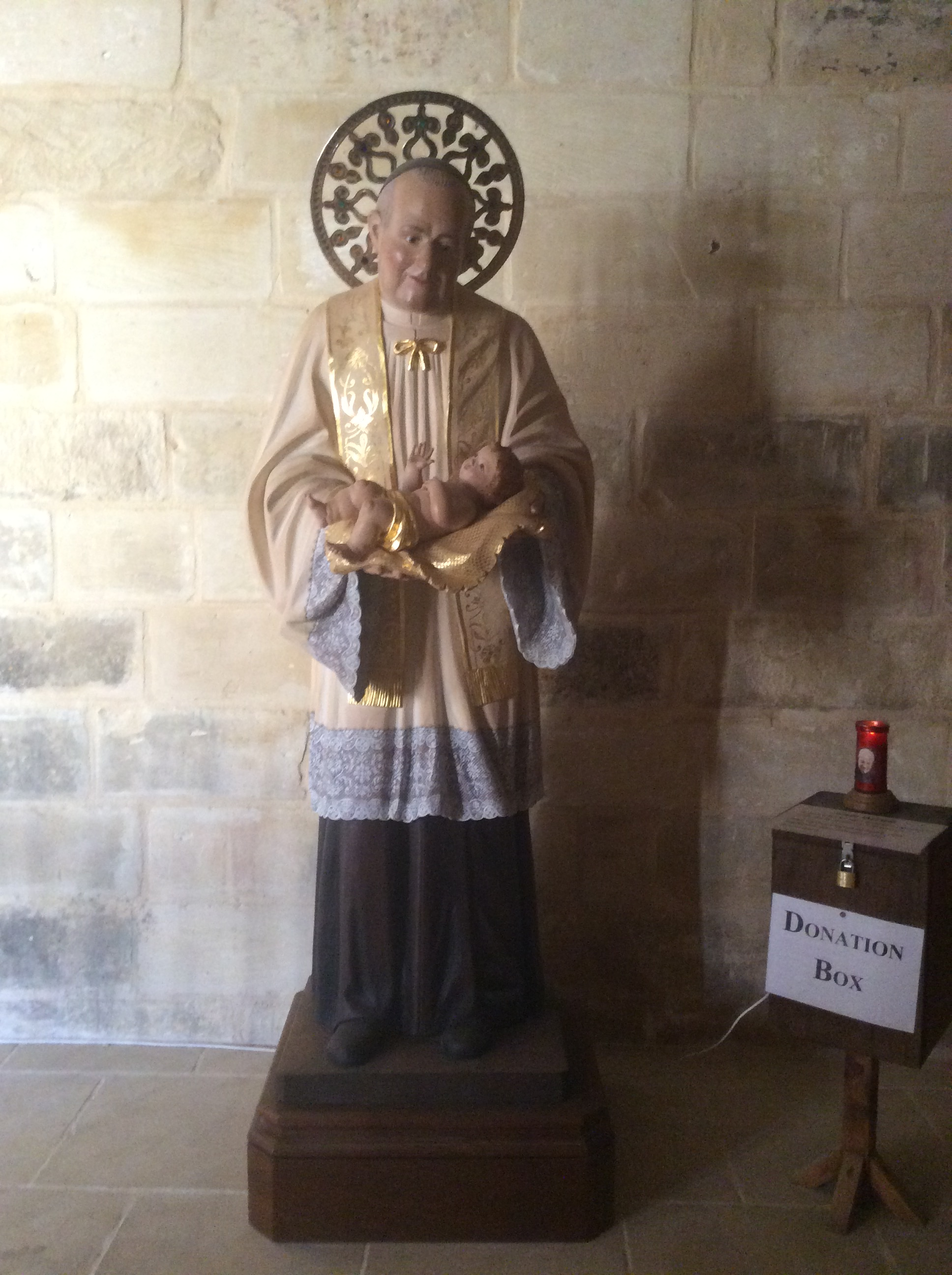
George Preca

George Preca (maltesisch Ġorġ Preca) (* 12. Februar 1880 in Valletta; † 26. Juli 1962 in Santa Venera) war ein maltesischer Priester und Ordensgründer. Er gilt als zweiter Apostel Maltas und wurde 2007 heiliggesprochen.

## Leben
George Preca empfing 1906 die Priesterweihe. Er sammelte junge Arbeiter um sich, die sich dem Laienapostolat widmen wollten, insbesondere der Katechese und der Verkündigung des Evangeliums. Aus diesen Gruppen heraus entstand im Jahr 1907 die Society of Christian Doctrine (offizieller Name: Societas Doctrinæ Christianæ M.U.S.E.U.M.) (deutsch: Gesellschaft der christlichen Lehre), eine Gesellschaft von Laien-Katecheten. 1910 gründete George Preca eine weibliche Sektion. Die jungen Menschen, die sich diesem Apostolat widmeten, waren zölibatäre Laien. Aus diesem Grund gilt George Preca als ein Vorläufer des Laienapostolats, der dann nach dem Zweiten Vatikanischen Konzil zum festen Bestandteil des Apostolats der katholischen Kirche wurde. Das Werk konnte sich schnell entfalten und in etlichen Pfarreien Wirkungsstätten einrichten, doch Verleumdungen und eine negative Presse führten zu einem vorübergehenden Verbot der Aktivitäten. 1916 erhielt die Gesellschaft schließlich die Erlaubnis des Bischofs von Malta und 1932 eine kirchenrechtliche Approbation. Nach dem Zweiten Weltkrieg begann sich die Society of Christian Doctrine auch außerhalb Maltas zu etablieren, zuerst in Australien, später auch in Großbritannien, Albanien, Peru und anderen Ländern.
George Preca ist Verfasser von über 140 Schriften, von denen manche ins Englische übersetzt wurden. Er gilt auch als Verfasser der „lichtreichen Mysterien“, die später Papst Johannes Paul II. im Apostolischen Schreiben Rosarium Wirkens Marie vom 16. Oktober 2002 veröffentlichte.

## Seligsprechung und Heiligsprechung
George Preca wurde von Papst Johannes Paul II. am 9. Mai 2001 in Floriana, Malta, selig- und am 3. Juni 2007 von Papst Benedikt XVI. heiliggesprochen. Sein Gedenktag in der Liturgie ist der 26. Juli.